# Gemini (konstruktor)
Gemini – konstruktor samochodów wyścigowych aktywny w latach 60. Produkował samochody Formuły Junior.

## Historia
Założycielem Gemini był Graham Warner. Pierwszy model firmy, Mk 1, był typowym samochodem Formuły Junior z kratownicą przestrzenną. Samochód ten stosował mechaniczne części BMC i był oparty na samochodzie Moorland projektu Lesa Redmonda. Gemini Mk 2 był napędzany przez silnik Coswortha, ale nie odnosił znaczących sukcesów. W 1960 roku powstał Gemini Mk 3 z silnikiem z tyłu. Zawieszenie tego samochodu było konwencjonalne, z wahaczami, sprężynami śrubowymi, amortyzatorami, a także drążkiem reakcyjnym (z tyłu). Był napędzany przez silnik Coswortha, a napęd był przekazywany za pośrednictwem pięciobiegowej przekładni. Samochód ten był udany i z powodzeniem rywalizował z Cooperami i Lotusami. Pojazd ten wystartował także w nieoficjalnym Grand Prix Nowej Zelandii 1962, rozgrywanym według przepisów Formuły 1, ale jego kierowca, Rex Flowers, nie zakwalifikował się do wyścigu. Model Mk 4 został wyprodukowany w 1962 roku. Pomimo zaawansowania technologicznego (boczne chłodnice, zawieszenie wewnątrz, sześciobiegowa skrzynia Knight) samochód nie odnosił sukcesów. Model ten sporadycznie przerabiano na samochody Formuły 3 napędzane silnikami BMC i Cosworth. Nie były one konkurencyjne.